# Bergen, New York
Bergen är en kommun i Genesee County i delstaten New York, USA.